# Harold Furth
Harold Paul Furth (* 13. Januar 1930 in Wien; † 21. Februar 2002 in Philadelphia) war ein US-amerikanischer Physiker, der führend in der Fusionsforschung und Plasmaphysik in den USA war.

## Leben und Werk
Furth besuchte die Internationale Schule in Genf und kam 1941 mit seinen Eltern in die USA. Er studierte an der Harvard University (Masterabschluss 1956) und ein Jahr an der Cornell University. 1960 wurde er in Harvard promoviert. Danach arbeitete 1956 bis 1967 am Fusionsforschungsprojekt des Lawrence Livermore National Laboratory (damals Lawrence Radiation Laboratory). 1967 wechselte er zum Princeton Plasma Physics Laboratory (PPPL) und wurde Professor für Astrophysik an der Princeton University. 1967 bis 1978 war er einer der Leiter der experimentellen Abteilung am PPPL, 1978 wurde er Associate Director und Leiter der Forschungsabteilung, 1980 Programmdirektor und 1981 bis 1990 Direktor des Labors. Er trat aus gesundheitlichen Gründen schließlich zurück. 1999 emeritierte er als Professor, blieb aber in der Forschung am PPPL aktiv bis zu seinem Tod.
In den 1960er Jahren entwickelte er wichtige Theorien zu Plasmainstabilitäten in Kernfusionsreaktor-Experimenten, die sich zum Beispiel in den Pinch-Experimenten zeigten, die er mit Stirling Colgate am Lawrence Livermore Laboratory durchführte. 1963 publizierte er mit Marshall Rosenbluth und John Killeen eine Theorie resistiver (durch den Leitungswiderstand im Plasma ausgelösten) Instabilitäten in magnetisch eingeschlossenen Plasmen. 1965/66 kam es auf einem internationalen Workshop in Triest auch zu einer fruchtbaren Zusammenarbeit mit den führenden russischen Plasmaphysikern Roald Sagdeev und Alexander Galeev. Gemeinsam entwickelten sie mit Rosenbluth eine Transport-Theorie der komplizierten Bahnen von Teilchen im Tokamak. Nach der Ankündigung von Rekordtemperaturen von 10 Millionen Grad Celsius am russischen Tokamak T-3 im Jahr 1968 initiierte er in Princeton eigene Tokamak-Projekte, die die Ergebnisse der sowjetischen Wissenschaftler 1970 bestätigten. Der PLT (Princeton Large Torus) erreichte 1978 selbst Temperaturen von 60 Millionen Grad Celsius. Mit Fred Tenney und John Dawson entwickelte er 1971 die Technik der Heizung des Fusionsplasmas mit hochenergetischen neutralen Atomen, was im PLT und im von Furth 1973 vorgeschlagenen und von ihm vorangetriebenen TFTR-Projekt (Tokamak Fusion Test Reactor) am PPPL wichtig wurde, das von 1983 bis 1997 in Operation war und das bis heute fortgeschrittenste Fusionsenergie-Forschungsprojekt in den USA war. An ihm und dem ab 1983 operierenden europäischen JET gelang in den 1990er-Jahren der erste überzeugende Beweis der Realisierbarkeit der Fusionsenergie.
Furth war seit 1989 Mitglied der American Academy of Arts and Sciences und ab 1976 in der National Academy of Sciences. 1974 erhielt er den Ernest Orlando Lawrence Award, 1983 den Maxwell-Preis für Plasmaphysik der APS und 1992 die Delmer S. Fahrney Medal des Franklin Institute. Er war in mehreren Beratungsgremien zum Beispiel des Department of Energy (DOE), der NASA, des Verteidigungsministeriums der USA und der Max-Planck-Gesellschaft. Er war Mitglied der JASON Defense Advisory Group, verließ diese aber vorzeitig.
Furth hielt mehr als 20 Patente über Fusionstechnik und Metallbearbeitung mit gepulsten magnetischen Feldern.
Er war verheiratet und hatte einen Sohn.

## Verweise
1. ↑  Furth, Rosenbluth, Killeen „Finite-resistivity instabilities of a sheet pinch“, Physics Fluids Bd.6, 1963, S.459, „Existence of mirror machines stable against interchange modes“, Physical Review Letters, Bd. 11, 1965/6, S. 308
2. ↑  Furth, Galeev, Sagdeev, Rosenbluth „Plasma diffusion in a toroidal stellarator“, Physical Review Letters, Bd. 22, 1969, S. 511.
3. ↑  Dawson, Furth, Tenney „Production of thermonuclear power by non-Maxwellian ions in a closed magnetic field configuration“, Physical Review Letters, Bd. 26, 1971, S. 1156.
4. ↑  1976 wurde der Bau beschlossen

| Personendaten    | Personendaten                           |
| ---------------- | --------------------------------------- |
| NAME             | Furth, Harold                           |
| ALTERNATIVNAMEN  | Furth, Harold Paul (vollständiger Name) |
| KURZBESCHREIBUNG | US-amerikanischer Physiker              |
| GEBURTSDATUM     | 13. Januar 1930                         |
| GEBURTSORT       | Wien                                    |
| STERBEDATUM      | 21. Februar 2002                        |
| STERBEORT        | Philadelphia                            |